# Els problemes del Senyor Templeton
"Els problemes del Senyor Templeton" (títol original en anglès "The Trouble with Templeton") és el novè episodi de la segona temporada, i el 45è total de la sèrie de televisió d'antologia La Dimensió Desconeguda. Es va emetre originalment el 9 de desembre de 1960 a CBS. Ha estat doblat al català i emès per TV3. És protagonitzat per Brian Aherne, Pippa Scott i Sydney Pollack.

## Narració d'obertura
| « | Encantat de presentar-lo per a la seva consideració, Sr. Booth Templeton; estrella seriosa i reeixida de més de trenta obres de Broadway, que avui no està del tot bé. Ahir i els seus records és el que vol, i ahir és el que obtindrà. Aviat els seus anys i els seus problemes cauran sobre ell en una allau. Per no ser aixafat, el Sr. Booth Templeton s'escaparà del seu teatre i del seu món, i debutarà en un altre escenari, en un altre món, que anomenem La Dimensió Desconeguda. | » |

## Trama
L'envellit actor de Broadway Booth Templeton és a casa, mirant la seva dona molt més jove, Doris, coquetejant amb un gigolo al costat de la piscina. Booth assenyala que no ha aconseguit cap satisfacció amb la seva dona i recorda la felicitat que va tenir amb la seva primera dona, Laura, que va morir després de set anys de matrimoni. Booth marxa a esperar el primer assaig de la seva nova obra, on s'assabenta que el director ha estat substituït. El nou director, Arthur Willis, no mostra cap respecte per l'experimentat Booth i qüestiona el seu compromís amb l'obra.
Pressionat i desesperadament descontent, Booth surt corrents per la porta de l'escenari i descobreix que ha estat transportat 30 anys enrere als primers dies de la seva carrera. Un maquinista l'informa que la seva dona, Laura, l'està esperant al speakeasy a la volta de la cantonada. La troba allà, coquetejant amb un home molt més jove, Barney. La Laura és genial cap a Booth, i en la seva frustració, li arrabassa un guió que Laura utilitza per ventilar-se i implora a Laura que apreciï la seva vida junts. Laura rebutja tots els intents de conversa d'en Booth, rient-se d'ell amb Barney, i finalment li diu a Booth que se'n vagi. Mentre ho fa, tots al bar clandestí s'aturen i miren amb una lleugera tristesa, la música s'atura i la sala es fa fosca.
Booth torna corrent al teatre i al present. S'afanya amb el guió de la Laura, i s'adona que és per a una obra de teatre titulada What to Do When Booth Comes Back. Booth veu que els fantasmes del seu passat no s'estaven burlant d'ell, sinó que li havien fet una actuació per tal d'alliberar-lo de la seva paralitzant nostàlgia i anhel dels vells temps. En adonar-se que la Laura l'estimava i que no volia que quedés atrapat en el passat, Booth torna a l'assaig, s'afirma, destitueix el productor de l'obra i li diu al director Willis que ja no tolerarà cap invalidació. Implantant el respecte que se li deu com a actor distingit, Booth comença a viure feliç en el present amb un nou futur.

## Narració de cloenda
| « | Sr. Booth Templeton, que va compartir amb la majoria dels éssers humans la gana de recuperar els moments passats, els que es suavitzen amb els anys. Però en el seu cas, els personatges del seu passat el van bloquejar i el van tornar al seu temps, que és on el trobem ara. El Sr. Booth Templeton, que tenia un bitllet d'anada i tornada a la Dimensió Desconeguda. | » |

## Repartiment
- Brian Aherne com a Booth Templeton
- Pippa Scott com a Laura Templeton
- Sydney Pollack com Arthur Willis
- Dave Willock com a Marty
- King Calder com Sid Sperry
- Larry J. Blake com a Freddie
- David Thursby com a Eddie
- Charles S. Carlson com a Barney Flueger